# Bevruchting

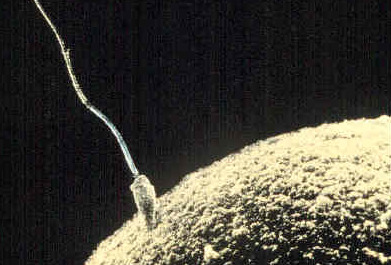
Spermacel bij eicel

Bevruchting (of conceptie bij dieren) is bij geslachtelijke voortplanting het proces van de samensmelting van twee haploïde (1n) gameten, vaak een kleine beweeglijke cel zoals een zaadcel en een grotere cel zoals een eicel, waarbij het samensmelten neerkomt op het binnendringen van de kleine cel in de grote. De sekse (het geslacht) van de ouders wordt dan respectievelijk vrouwelijk en mannelijk genoemd.
Dit leidt tot samensmelting van de mannelijke en de vrouwelijke kern (karyogamie) en tot de vorming van een diploïde (2n) zygote en eventueel uiteindelijk de ontwikkeling van een embryo. Hoe dit verloopt wordt onderzocht in de studie van de levenscyclus.
De medische term voor 'bevruchting' is fecundatie.

## Typen syngamie
Bevruchting is de algemene term voor versmelting van twee haploïde gameten of gameetkernen. Daarbinnen is een grote verscheidenheid te onderkennen. Gametogonie (syngamie) is de versmelting van twee gameten tot een zygote. Hierbij zijn de gameten haploïde (n) en de zygote diploïde (2n). 
Bij gametogonie kunnen verschillende typen worden onderscheiden, zoals:
- anastomose: versmelting van twee hyfen met uitwisseling van kernen
- anisogamie: de versmelting van morfologisch verschillende beweeglijke gameten: micro- en macrogameet
- aplanogamie: als de versmelting van een beweeglijke gameet en een niet-beweeglijke gameet een zygote oplevert
- gametangiogamie: versmelting van gametangia waarbij de gameten gereduceerd zijn tot kernen
- isogamie: de versmelting van morfologisch gelijke (en hoogstens fysiologisch verschillende) gameten
- karyogamie, kernversmelting: versmelting van twee gameetkernen
- oögamie:
  - eicellen: vrouwelijke gameten niet beweeglijk en groter dan de mannelijke gameten beweeglijk
  - beweeglijke spermatozoïden, of niet beweeglijke spermatiën
- planogamie: als de versmelting van twee zoögameten een beweeglijke planozygote oplevert
- plasmogamie, conjugatie: versmelting van het cytoplasma van twee gameten of twee thalli
- sifonogamie: door het buisvormig uitgroeien van het microprothallium wordt een generatieve kern bij eicel gebracht
- somatogamie: versmelting van twee normale cellen van de planten

## Dieren

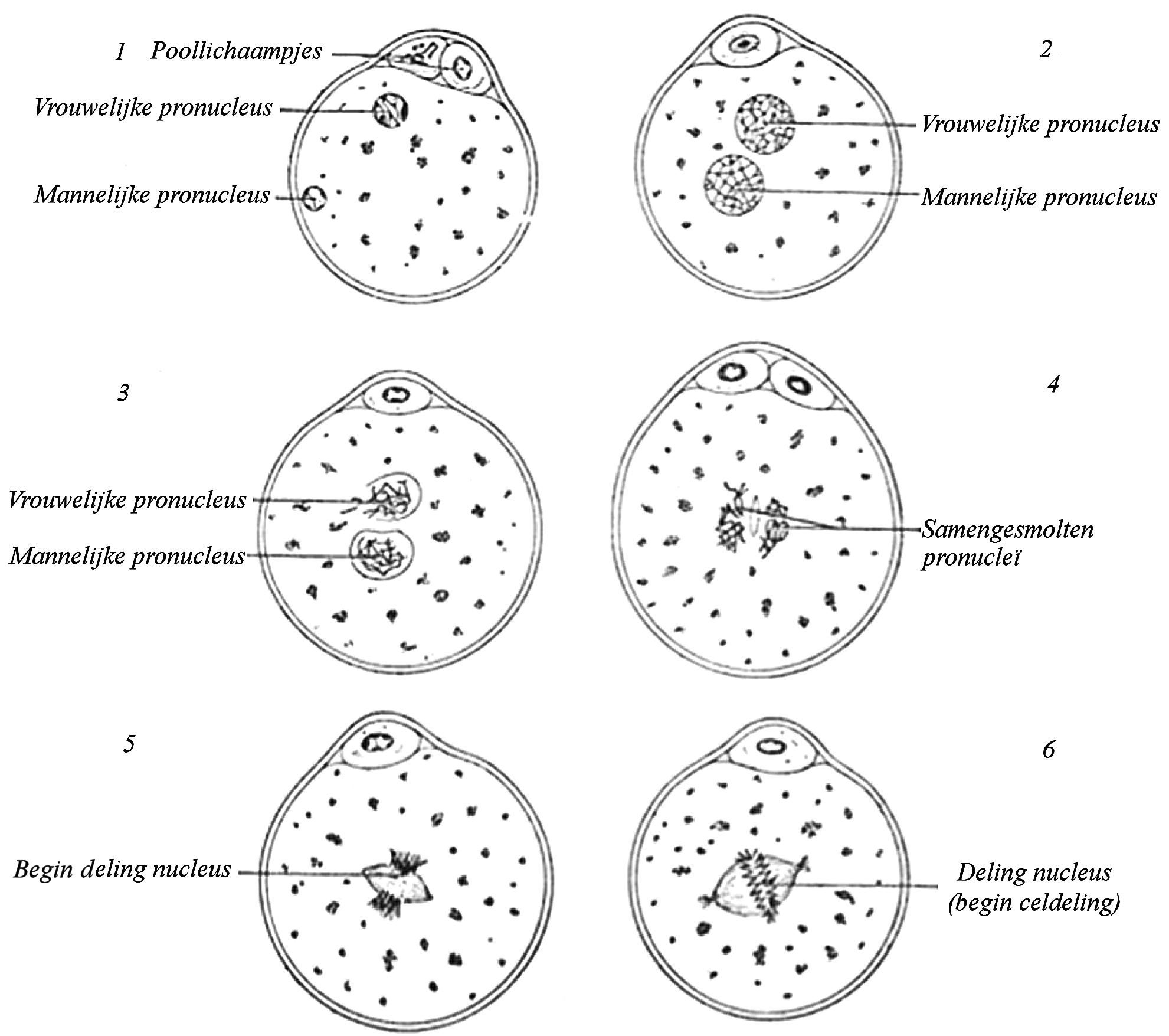
Het bevruchtingsproces in een eicel van de muis.

Bij veel dieren, zoals kikkers, veel soorten vissen en stekelhuidigen, vindt de bevruchting buiten het lichaam plaats. Bij vissen zet het vrouwtje haar eieren af (bij vissen heet dat kuit), waarna het mannetje de eitjes bevrucht met zijn hom. Bij stekelhuidigen worden eicellen en sperma gewoonlijk vrij in het water geloosd, waar dan de bevruchting plaatsvindt.
Om bij zoogdieren de zaadcel bij het vrouwtje te krijgen, paart het mannelijke en het vrouwelijke dier. Na de ejaculatie zwemmen de zaadcellen naar de eicel, en een van de zaadcellen doorboort de celmembraan en versmelt met de eicel (plasmogamie). Vrijwel onmiddellijk daarna vindt er dan een versmelting van kernen plaats (karyogamie), waardoor er een diploïde zygote ontstaat.

### Mens
Menselijke voortplanting vindt plaats bij interne bevruchting tijdens vaginale geslachtsgemeenschap. Tijdens dit proces wordt de stijve penis van de man ingebracht in de vrouwelijke vagina totdat de man ejaculeert. Hierbij wordt het sperma in de vagina gebracht. Het sperma vindt een weg via de vagina en baarmoederhals naar de baarmoeder of eileider voor het bevruchten van de eicel.
Bij een succesvolle bevruchting en nestelen van het ei begint de groei van het embryo en de latere foetus in de baarmoeder. Dit duurt ongeveer 9 maanden of 42 weken. Deze tijd wordt de zwangerschap genoemd. De zwangerschap eindigt met de bevalling.
Een eicel kan ook buiten het lichaam worden bevrucht (reageerbuisbevruchting) en daarna in de baarmoeder teruggeplaatst.

## Bedektzadige planten
Bij bedektzadigen (Angiospermae) zijn de voortplantingsorganen gewoonlijk verzameld in bloemen. Een bloem is een ingewikkelde voortplantingsstructuur, waarin grote verscheidenheid bestaat in de bouw. Een volledige, eenhuizige bloem bestaat uit een bloembodem, een kelk, een bloemkroon, meeldraden en een stamper met vruchtbeginsel, stijl en stempel. De vrouwelijke voortplantingsorganen zijn de in een gesloten vruchtbeginsel gegroepeerde zaadknoppen of zaadbeginsels of ovula). De mannelijke voortplantingsorganen zijn de meeldraden met helmdraad (filament) en een helmknop (anthere). De ontwikkeling van de gametofyten vindt plaats binnen de zaadknoppen en de stuimeelkorrels.
Bij naaktzadigen ontbreken de meeste bloemdelen: ze hebben geen bloemen. De zaadknoppen staan op schubben of op asjes en de meeldraden (soms ook microsporangia genoemd) staan vaak gegroepeerd in kegels.

### Zaadknop

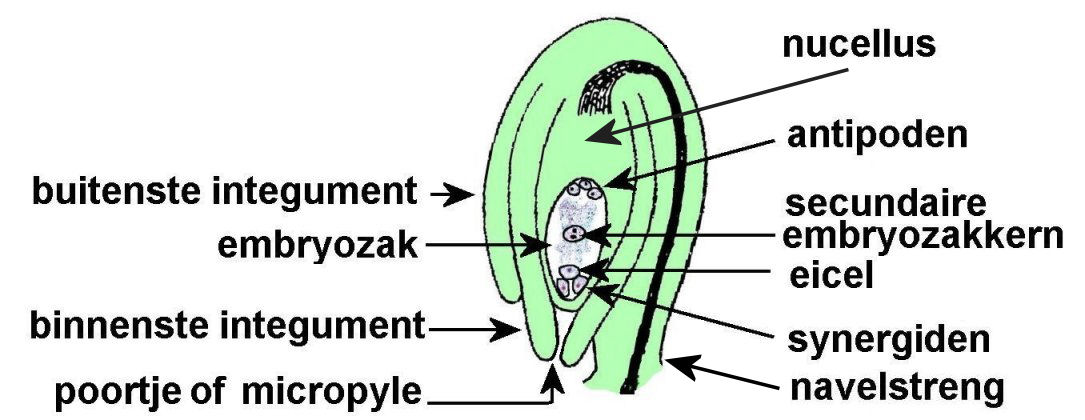
anatrope zaadknop schematisch

De zaadknoppen zijn met een zaadstreng (funiculus of navelstreng) bevestigd aan de zaadlijsten (placentae) van het vruchtbeginsel. De plaats van de zaadlijsten (de aanhechting van de zaadknoppen) in het vruchtbeginsel kan zijn: in de hoeken (hoekstandige placentatie) of aan de buitenwand (pariëtale placentatie), in het midden (centrale placentatie), op de bodem (basale placentatie) of in de top (apicale placentatie) van het vruchtbeginsel.
De zaadknoppen bevatten een nucellus (megasporangium of zaadknopkern), die door één of twee integumenten (zaadvliezen) wordt omgeven en slechts één functionele macrospore (megaspore) bevat. De zaadknop heeft of één integument en een kleine nucellus, of twee integumenten en een grote nucellus.

### Embryozak met eicel, synergiden, antipoden en poolkernen

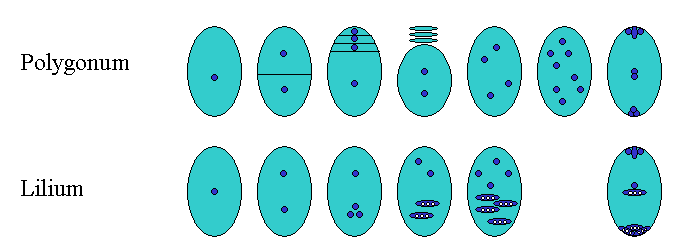
Ontwikkeling embryozak / macrogametofyt (2 typen: Polygonum- en Lilium-type)

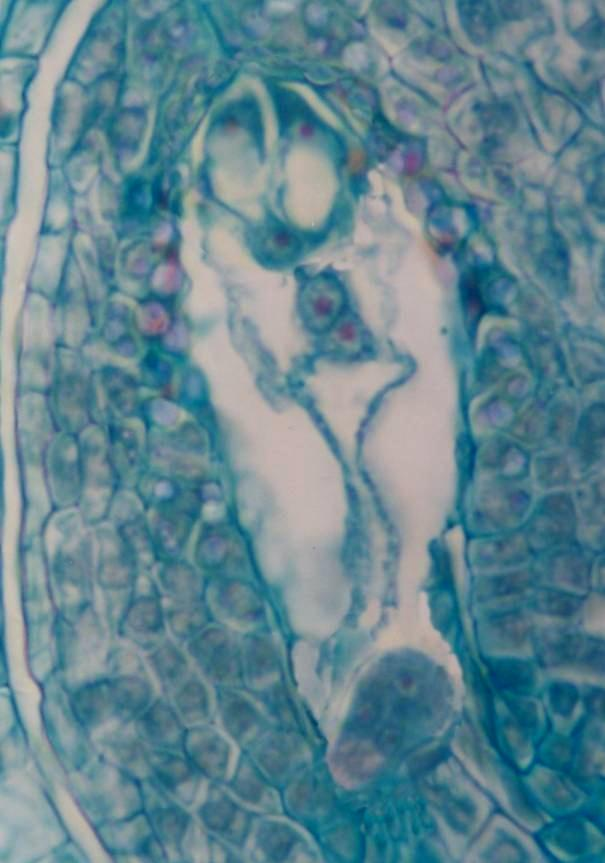
Embryozak

De macrosporemoedercel (macrosporocyt) ondergaat meiotische delingen, waarbij vier macrosporen worden gevormd. De meiotische deling verloopt asymmetrisch en leidt tot ophoping van cytoplasma in de macrosporemoedercel die de embryozak voortbrengt, de eigenlijke macrogametofyt. De andere dochtercellen gaan te gronde. Een volgroeide embryozak ontstaat door gewone mitotische delingen, verplaatsing van kernen en cytokinese. Hierbij is er een aanzienlijke variatie in de patronen van embryozak-ontwikkeling.
Een veelvoorkomend patroon is, dat er drie mitotische delingen plaatsvinden, waarbij veel soorten dan drie antipoden, twee poolkernen, een eicel en twee synergiden (= steuncellen) worden gevormd. De eicel met beide synergiden bevindt zich aan de micropylaire zijde van de embryozak, de antipoden bevinden zich daartegenover en de poolkernen bevinden zich in het midden.

### Meeldraad, helmknop, pollenzak, stuifmeel

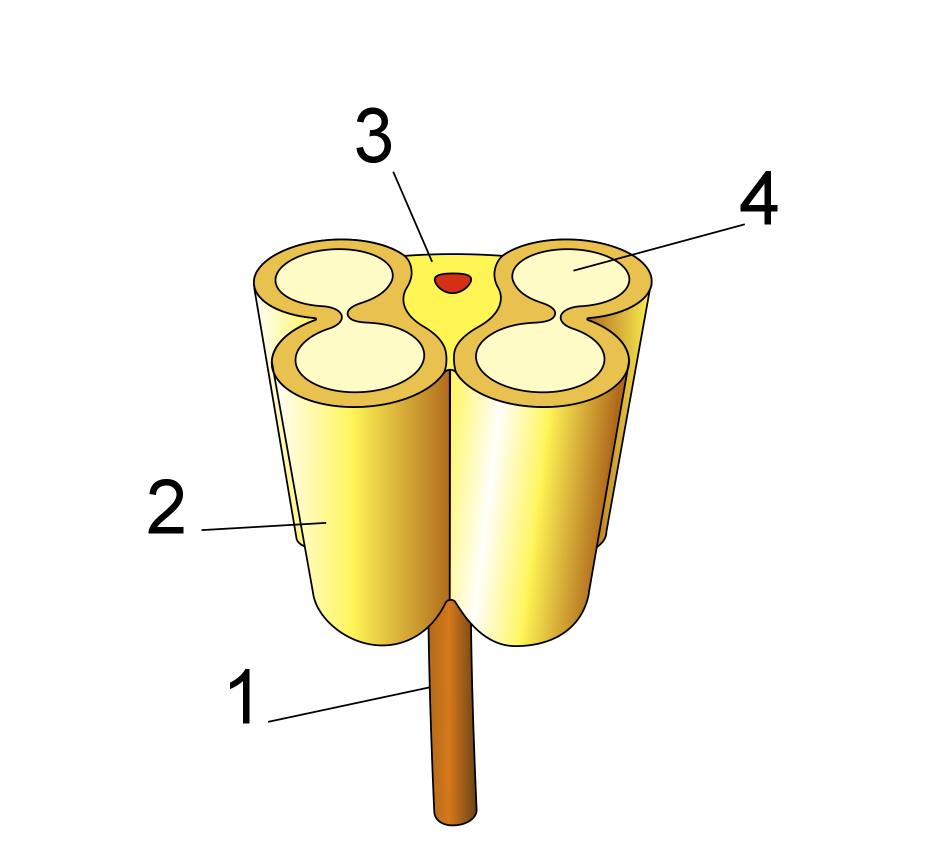
Meeldraad schematisch: 1=helmdraad, 2=helmhokje, 3=helmbindsel, 4=pollenzak met microsporemoedercellen.

Bij bedektzadigen staan de meeldraden georganiseerd in bloemen. De meeldraden bestaan uit helmdraad (filament) met aan hun top daarop ingeplant de helmknoppen (antheren).
In de helmknoppen met elk 2 helmhokken (thecae) bevinden zich in een jong stadium vier strengen met microsporemoedercellen (pollenmoedercellen), twee per helmhok. De strengen vormen zich in de vier pollenzakken (loculi). De vier pollenzakken versmelten later in paren en vormen bij rijpheid twee helmhokken (thecae), die dan gevuld zijn met pollen.
De binnenwand van de pollenzakken bestaat uit het tapetum, waarbinnen de stuifmeelkorrelmoedercellen (pollenmoederzakken, microsporemoederzakken, microsporocyten) liggen. Het tapetum is een cellaag die zorgt voor de voeding van de er binnen liggende stuifmeelkorrelmoedercellen.
Hier vindt de vorming van stuifmeel- of pollenkorrels plaats. Door meiose ontstaan uit de diploïde microsporemoederzak (microsporocyt) eerst twee cellen (een dyade) en vervolgens een klompje van vier haploïde cellen, een tetrade, van microsporen. De cellen van de tetrade maken zich gewoonlijk van elkaar los en vormen de haploïde microsporen. Dit is in enkele gevallen later nog goed aan de latere pollenkorrels te zien.
Een microsporemoedercel vormt door twee meiotische delingen een groepje van 4 -haploïde- microsporen, (eerst) in tetraden of op een rij, later meestal los. De buitenwand om deze microspore verdikt zich onder invloed van zowel het tapetum als de microspore tot de exine. Daarbinnen wordt door de microspore de intine (binnenwand) gevormd.
In een volgende stap ontwikkelen de microsporen zich door twee gewone mitotische delingen van de celkern binnen de sporenwand. De zich ontwikkelende sporen heten dan stuifmeel- of pollenkorrels. In elke pollenkorrel vormt zich ten tijde van de bestuiving gewoonlijk een grotere vegetatieve en een kleinere generatieve celkern, zodat de pollenkorrel slechts tweecellig is. De vegetatieve cel omsluit de generatieve kern. De generatieve kern heeft een hogere concentratie celplasma om zich heen en vormt na een tweede mitose twee geslachtscellen (gameten), de microgameten of spermacellen, die ieder een eigen kern bevatten. De vorming van de gameten vindt gewoonlijk plaats in de pollenbuis, die van de stempel naar da zaadknop groeit, maar in sommige gevallen reeds voor de bestuiving in de rijpende pollenkorrel.
De microsporen groeien uit tot stuifmeelkorrels doordat de microsporen zich mitotische delen. Uit deze deling ontstaan een vegetatieve en een generatieve cel, ieder met een eigen kern. De vegetatieve cel groeit bij de bestuiving uit tot de pollenbuis. De generatieve cel ondergaat nog een deling waarbij twee spermacellen ontstaan.
Het bovengenoemd verloop komt het meeste voor maar er zijn veel variaties, zodat het niet geldt voor alle bedektzadigen.
De pollenzakjes komen overeen met de microsporangia bij de naaktzadigen en bij de varens. De helmknoppen kunnen gezien worden als een synangium: een verzameling van vergroeide microsporangia. Daarbij zou elke pollenzak een sporangium zijn.
De pollenkorrel bij bedektzadigen (angiospermen) is sterk gereduceerd en homoloog met een microprothallium met antheridium bij de varens en komt dus overeen met een microsporofyt. De reductie gaat bij veel soorten zover, dat er geen tussenwanden meer worden gevormd, en dat het microprothallium en de antheridia niet meer herkenbaar zijn of niet meer worden gevormd.

### Bestuiving, bevruchting, zaadvorming
De bestuiving vindt plaatst als de pollenkorrel op de stempel van de stamper komt. Wanneer de stuifmeelkorrel in aanraking komt met een stempel zwelt deze op doordat osmotisch water wordt opgenomen. Het cytoplasma wordt geactiveerd.
De korrel kiemt door de celwand waarbij er een pollenbuis ontstaat. De pollenbuis maakt een opening in de cuticula van de stempel en begint hierna tussen de cellen van het geleidingsweefsel van de stijl door te groeien in de richting van het zaadbeginsel, waarbij het zich een weg door de stijl baant. Bij sommige planten (lelies) is er geen geleidingsweefsel maar een open stijlkanaal. Tijdens de groei van de pollenbuizen kan er certatie plaatsvinden. Certatie is het verschijnsel dat de stuifmeelbuizen niet allemaal even snel groeien. Zo groeien stuifmeelbuizen van stuifmeelkorrels van nauw verwante planten soms langzamer, waardoor inteelt wordt voorkomen.
De generatieve cel deelt zich mitotische nog een keer in twee generatieve cellen (spermacellen).- De pollenbuis groeit door de kiemopening (micropyle) van het vruchtbeginsel de embryozak in. Dit wordt porogamie genoemd.
Nadat het stuifmeel op de stempel van de stamper is aangekomen, groeit uit de stuifmeelkorrels in de richting van een eicel in de zaadknop een pollenbuis, waardoorheen de gameten (spermakernen) naar de eicel gaan. Dit type bevruchting heet sifonogamie. Bij chalazogamie groeit de pollenbuis via de navelstreng (chalaza) van het vruchtbeginsel de embryozak in. Chalazogamie is voor het eerst gevonden bij eenhuizige planten van de familie Casuarinaceae, maar is sindsdien ook gevonden bij onder andere pistache en walnoot.
In de embryozak (het macroprothallium) versmelten de twee polaire kernen tot een diploïde embryozakkern. De eicel bevindt zich aan de micropyle-zijde van de embryozak, met daarnaast de synergiden, die behulpzaam zijn bij de bevruchting.
In de pollenbuis verplaatsen de twee spermakernen zich naar de embryozak. Er vindt een dubbele bevruchting plaats, dat wil zeggen: een van deze spermakernen versmelt met de kern van eicel en de andere spermakern versmelt met de secundaire embryozakkern en vormt zo een triploïde (3n) kern. Deze kern groeit uit tot het secundair endosperm (kiemwit), dat reservevoedsel bevat voor de zich later te ontwikkelen plant. De andere spermakern versmelt met de diploïde secundaire embryozakkern en vormt zo een triploïde (3n) kern. Deze kern groeit uit tot het secundair endosperm of kiemwit, dat dient als reservevoedsel voor het zich later ontwikkelende embryo.
Bij chalazogamie groeit de pollenbuis via de navelstreng (chalaza) van het vruchtbeginsel de embryozak in.
Chalazogamie is voor het eerst gevonden bij eenhuizige planten van de familie Casuarinaceae, maar is sindsdien ook gevonden bij onder andere pistache en walnoot.
Op het hierboven beschreven patroon bestaan zeer veel belangrijke variaties.

## Schimmels
De geslachtelijke voortplanting wordt ingeleid zodra twee hyfen met een verschillend passend paringstype elkaar ontmoeten. De opeenvolgende stappen in het fusieproces van de twee haploide hyfen zijn beschreven door Fincham and Day en Wagner en Mitchell. De hyfen stammen uit hetzelfde hyfenweefsel dat de ongeslachtelijke sporen vormt. Van belang hiervoor, of een conjugatie, dus een versmelting plaatsvindt, is primair of de hyfen bij hetzelfde organisme horen of dat ze van een andere schimmel af komen. Terwijl vele schimmels voor zelfbevruchting zorgen, een eigenschap die als homothallie bekendstaat, hebben anderen een genetisch niet-identieke partner nodig en zijn daarmee heterothallisch. Daarnaast moeten de twee betreffende hyfen ook nog passende paringstypen hebben. Deze zijn een bijzonderheid van schimmels en komen overeen met de geslachten bij planten en dieren, maar er kunnen meer dan twee paringstypen zijn.
Bij compatibiliteit vormen zich op de hyfen gametangiën, de bouwcellen voor de gameten, waarin zich talrijke celkernen verzamelen. Uit een zeer fijne hyfe, de trichogyne, die uit een van de gametangiën, nu ascogonium genoemd, ontstaat, vormt zich een verbinding waardoor de celkernen uit het andere gametangium, nu antheridium genoemd, zich naar het ascogonium kunnen bewegen. Anders als bij dieren en planten komt het na de celversmelting (plasmogamie, de vereniging van het celplasma van beide betrokken gametangiën) in de regel niet tot een onmiddellijke kernversmelting (karyogamie, versmelting van de celkernen). In plaats daarvan ordenen de uit het antheridium binnengekomen kernen zich paarsgewijs met kernen uit het ascogonium, maar blijven onafhankelijk van elkaar bestaan. Daarmee is de dikaryofase in de levenscyclus van de schimmel begonnen, waarbij de kernparen zich herhaaldelijk synchroon delen, zodat hun aantal zich verveelvoudigd. Ook de basisiomyceten kennen een dergelijke dikaryofase. De Ascomycota en Basidiomycota worden wel samengevoegd in het onderrijk Dikaryomycota.

Ascomyceten
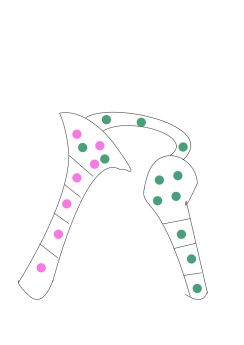
Schematisch voorbeeld van een ascogonium en antheridium met trichogyne
Haakvorming